# Corinna Hauswedell
Corinna Hauswedell (* 1953 in Hamburg) ist eine deutsche Historikerin sowie Friedens- und Konfliktforscherin.

## Leben und Wirken
Corinna Hauswedell, Tochter von Ernst Hauswedell, wuchs in Hamburg und Baden-Baden auf, wo sie 1972 ihr Abitur am humanistischen Gymnasium ablegte. Sie studierte zunächst Wirtschaftswissenschaften und Soziologie, dann im Hauptfach Geschichte sowie Germanistik und Erziehungswissenschaften in Berlin, Mainz und Hamburg (Staatsexamen 1979/80). Politisches Engagement zunächst in der Studentenbewegung (Landesastensprecherin in Hamburg 1977/78), dann in der Friedensbewegung der 1980er Jahre. 1997 wurde sie mit einer Arbeit über Friedenswissenschaften im Kalten Krieg an der Universität Hamburg promoviert.
Zu ihren Arbeitsthemen gehören außenpolitische Strategien und Konzepte zur Gewalteinhegung, sowie Geschichte und Wirkungen des Nordirlandkonfliktes bis hin zum Brexit. Ausgehend von ihrer Tätigkeit am Bonn International Center for Conversion (BICC) von 1994 bis 2006, war sie zwischen 2001 und 2017 Mitherausgeberin des Friedensgutachtens der wichtigsten deutschen Friedensforschungsinstitute. Lehraufträge an den Universitäten Mannheim und Köln (1999–2004). Von 2006 bis 2009 war sie Studienleiterin für Internationale Politik und Geschichte an der Evangelischen Akademie Loccum, von 2014 bis 2017 wissenschaftliche Mitarbeiterin der Forschungsstätte der Evangelischen Studiengemeinschaft (FEST). Seit 2013 leitet sie in Bonn die Forschungsstelle Conflict Analysis and Dialogue (CoAD) und war von 2018/19 als Gastdozentin des Deutschen Akademischen Austauschdienstes (DAAD) an der Deutsch-Kasachischen Universität (DKU) in Almaty/Kasachstan tätig.
Hauswedell hat akademische Forschung in politische Öffentlichkeit übersetzt sowie friedensorientierte Dialog- und Lernprozesse initiiert. Ihr Interesse gilt der vergleichenden Konfliktanalyse, den historischen, sozialen und kulturellen Wurzeln von Krieg, Konflikt und Gewalt sowie den Antinomien ziviler und militärischer Sicherheitskonzepte im internationalen Rahmen.  Sie engagiert sich im Arbeitskreis Historische Friedens- und Konfliktforschung, dessen Sprecherin sie von 2003 bis 2006 war.
Sie gründete mit anderen die Vierteljahresschrift Wissenschaft & Frieden, deren Mitherausgeberin sie von 1990 bis 2023 war. Als Vorsitzende der Blätter-Gesellschaft seit 2010 wirkt sie an der Herausgabe der Monatszeitschrift Blätter für deutsche und internationale Politik mit.
Sie lebt heute in Irland und Deutschland.

## Publikationen (Auswahl)
- Friedenswissenschaften im Kalten Krieg. Friedensforschung und friedenswissenschaftliche Initiativen in der Bundesrepublik Deutschland in den achtziger Jahren. Nomos, Baden-Baden 1997, ISBN 3-7890-5125-X. (zugleich Dissertation; Inhaltsverzeichnis)
- Der nordirische Friedensprozess – ein Modell? Lehren für eine internationale Einhegung innergesellschaftlicher Konflikte. In: Wissenschaft & Frieden. 2004-1, (wissenschaft-und-frieden.de)
- (Hrsg.): Deeskalation von Gewaltkonflikten seit 1945. (= Frieden und Krieg. Beiträge zur Historischen Friedensforschung. Bd. 7). Klartext, Essen 2006, ISBN 3-89861-701-7. (Rezension in H-Soz-Kult)
- Erweiterte Sicherheit und militärische Entgrenzung. In: Blätter für deutsche und internationale Politik. Nr. 6, 2006, S. 723–732. https://www.blaetter.de/sites/default/files/downloads/zurueck/zurueckgeblaettert_201311.pdf.
- zus. m. Kris Brown: Burying the Hatchet: The Decommissioning of Paramilitary Arms in Northern Ireland. Bonn International Center For Conversion, 2008 (https://www.bicc.de/uploads/tx_bicctools/brief22.pdf)
- zus. m. Margret Johannsen, Paul Nolan (Hrsg.): Demilitarizing Conflicts. Learning Lessons in Northern Ireland, Palestine and Israel. Loccumer Protokolle 64/08, Rehburg-Loccum 2009. (Link zur deutschen Fassung, open-access.)
- Frieden 'aus dem Off'. Dilemmata deutscher Außenpolitik. In: Marc von Boemcken, Ines-Jacqueline Werkner, Margret Johannsen, Bruno Schoch (Hrsg.): Friedensgutachten 2014.  LIT, Münster 2013, ISBN 978-3-643-12556-9, S. 180–194.
- „Neue Verantwortung“ in der deutschen Außenpolitik zwischen Fluchtdebatte und Militäreinsätzen. In: C. Daase, J. Junk, S. Kroll, V. Rauer (Hrsg.): Politik und Verantwortung, Analysen zum Wandel politischer Entscheidungs- und Rechtfertigungspraktiken. (=  Politische Vierteljahresschrift. Sonderheft 52). Nomos, Baden-Baden 2017, ISBN 978-3-8487-3083-4, S. 196–217.
- zus. m. Lothar Brock: Zwischen globaler Konsensbildung und borniertem Nationalismus: Die Bedeutung der UN-Nachhaltigkeitsagenda für den Frieden. In: Bruno Schoch, Andreas Heinemann-Grüder, Corinna Hauswedell, Jochen Hippler, Margret Johannsen (Hrsg.): Friedensgutachten 2017. LIT, Münster 2017, ISBN 978-3-643-13758-6, S. 222–235.
- Nordirland und der Brexit: Fragiler Frieden in Gefahr. In: Blätter für deutsche und internationale Politik. Nr. 6, 2018, S. 77–83.
- Die politisch-religiöse Ambivalenz der (nord-)irischen Konfliktgeschichte. In: Markus Thurau (Hrsg.): Gewalt und  Gewaltfreiheit in Judentum, Christentum und Islam. Vandenhoeck & Ruprecht, Göttingen 2019, ISBN 978-3-525-37082-7, S. 129–146.
- „Bücher sind auch Menschen ...“: Geschichten aus einem Hamburger Garten 1953–1963. Corinna Hauswedell, Bonn 2022, ISBN 978-3-00-073087-0.
- Ausgemustert, aber unverzichtbar: Pazifismus in Zeiten des Krieges. In: Blätter für deutsche und internationale Politik. Nr. 2, 2023, S. 63–68.